# Mandat britannique de Mésopotamie
1920–1932
Entités précédentes :
- Empire ottoman (Irak)

Entités suivantes :
- Royaume d'Irak

Le mandat britannique de Mésopotamie était un mandat de classe A de la Société des Nations, correspondant au territoire actuel de l'Irak, confié au Royaume-Uni. Il fut créé en 1920 par le traité de Sèvres, conclu entre les Alliés et l'Empire ottoman. Le royaume d'Irak accéda à l'indépendance en octobre 1932 sous la forme d'une monarchie, avec pour roi Fayçal ibn Hussein, qui avait été proclamé roi en 1921.
Le Koweït était un protectorat britannique distinct et il ne fut pas rattaché au royaume d'Irak en 1932. Il deviendra indépendant des Britanniques en 1961.

## Historique
Durant la Première Guerre mondiale, le Royaume-Uni, souhaitant empêcher la pénétration de l'Empire allemand et de l'Empire ottoman vers la Perse (qui bénéficie d'une industrie pétrolière naissante) et l'Inde, occupe Bassora en 1914. En 1917-1918, Bagdad, puis Kirkouk, sont prises par le Royaume-Uni, qui a promis l'indépendance aux souverains arabes, afin de les amener à se soulever contre les Ottomans. Abd Al-Rahman Al-Gaylani assure un gouvernement provisoire, et crée un embryon d'armée nationale.

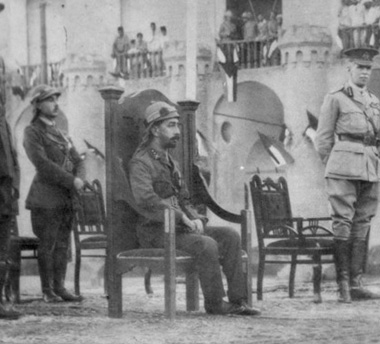
Couronnement de Fayçal Ier en 1921.

Après le conflit mondial, la Mésopotamie n'obtient cependant pas l'indépendance, mais est placée sous un système de mandat de la SDN, assuré par le Royaume-Uni. Le pays est érigé en monarchie constitutionnelle, l'émir Fayçal ibn Hussein, tout juste chassé de Syrie mandataire par les Français, étant proclamé roi le 23 août 1921. Cela suscite une insurrection chiite violemment réprimée.
Le souverain est néanmoins placé sous le contrôle d'un Haut-commissaire britannique. Le pays demeure tributaire du bon vouloir des Britanniques, qui s'engagent à fournir des conseillers politiques et de l'armement moderne. Le roi Fayçal Ier a pour tâche d'unifier un pays difficilement gouvernable, comptant sur l'éducation pour assurer une unité nationale à une contrée encore sous le poids des traditions féodales. L'armée royale irakienne est développée, et une manufacture est créée pour répondre aux besoins en armement et en munitions. Le nouvel État doit également régler la question de ses frontières, notamment avec le Koweït. L'ancienne Wilaya ottomane de Mossoul, réclamée par la Turquie, est finalement accordée à l'Irak en 1926.
La nouvelle classe dirigeante est composée d'Arabes sunnites, en grande partie étrangers à la région, originaires du Hedjaz et de Syrie, et soutenus par des Occidentaux non musulmans, les Britanniques, ce qui les rend rapidement impopulaires. Le royaume, dès sa création, doit affronter des révoltes religieuses et nationales (en) : les Kurdes se soulèvent en 1921 sous la conduite de Mahmoud Barzandji pour réclamer leur autonomie. Les chiites du Sud se soulèvent aussi, encouragés par le clergé chiite sous la conduite de cheikh Mahdi al-Khalisi (en) qui sera exilé en Inde en 1924. Le clergé chiite est durement réprimé, ce qui le conduit à retourner à son apolitisme premier.
Le roi Fayçal s'emploie à obtenir l'indépendance de l'Irak : le 10 octobre 1922, un traité annule en théorie le régime du mandat, sans pour autant reconnaître la pleine souveraineté du pays, et promet l'adhésion de l'Irak à la Société des Nations. Le système du haut-commissariat britannique reste par ailleurs en place dans les faits, le roi obtenant cependant de ne devoir tenir compte de ses avis qu'en matière de politique étrangère, pour autant que les intérêts britanniques soient concernés. Le 12 juillet 1923, l'Irak élit son premier parlement, qui ratifie en 1924 le traité de 1922. Le 21 mars 1925, l'Irak adopte une loi organique, qui représente sa première Constitution, et institue officiellement une monarchie constitutionnelle, où le souverain, chef de l'État et commandant des armées, conserve de larges pouvoirs. Le roi signe en 1927 un traité fixant la date limite maximum de 1932 pour la pleine indépendance et l'adhésion à la SDN.
Pays jusqu'alors surtout agricole, l'Irak prend un nouveau poids économique avec la découverte en 1927 de champs de pétrole dans le nord du pays. En 1928 est fondée l'Iraq Petroleum Company. Le pays se voit garantir une redevance par les Britanniques. Nouri Saïd, favorable aux Britanniques, est nommé en mars 1930 premier ministre par Fayçal Ier, qui souhaite rassurer ses interlocuteurs. Le roi prend soin, dans le traité du 30 juin 1930, de garantir les intérêts du Royaume-Uni dans le domaine pétrolier tout en les conciliant avec les aspirations nationales irakiennes. Les Britanniques obtiennent le maintien de leurs bases militaires en échange de la prochaine reconnaissance de l'indépendance.
Le 13 janvier 1930, le conseil de la SDN invite la commission des mandats à étudier les conditions générales devant être remplies pour que le régime mandataire soit considéré comme achevé dans les pays concernés. La commission se saisit en 1931 du cas de l'Irak : le 3 octobre 1932, l'Irak est admis au sein de la SDN, le royaume d'Irak étant désormais pleinement indépendant de droit.

## Voir aussi

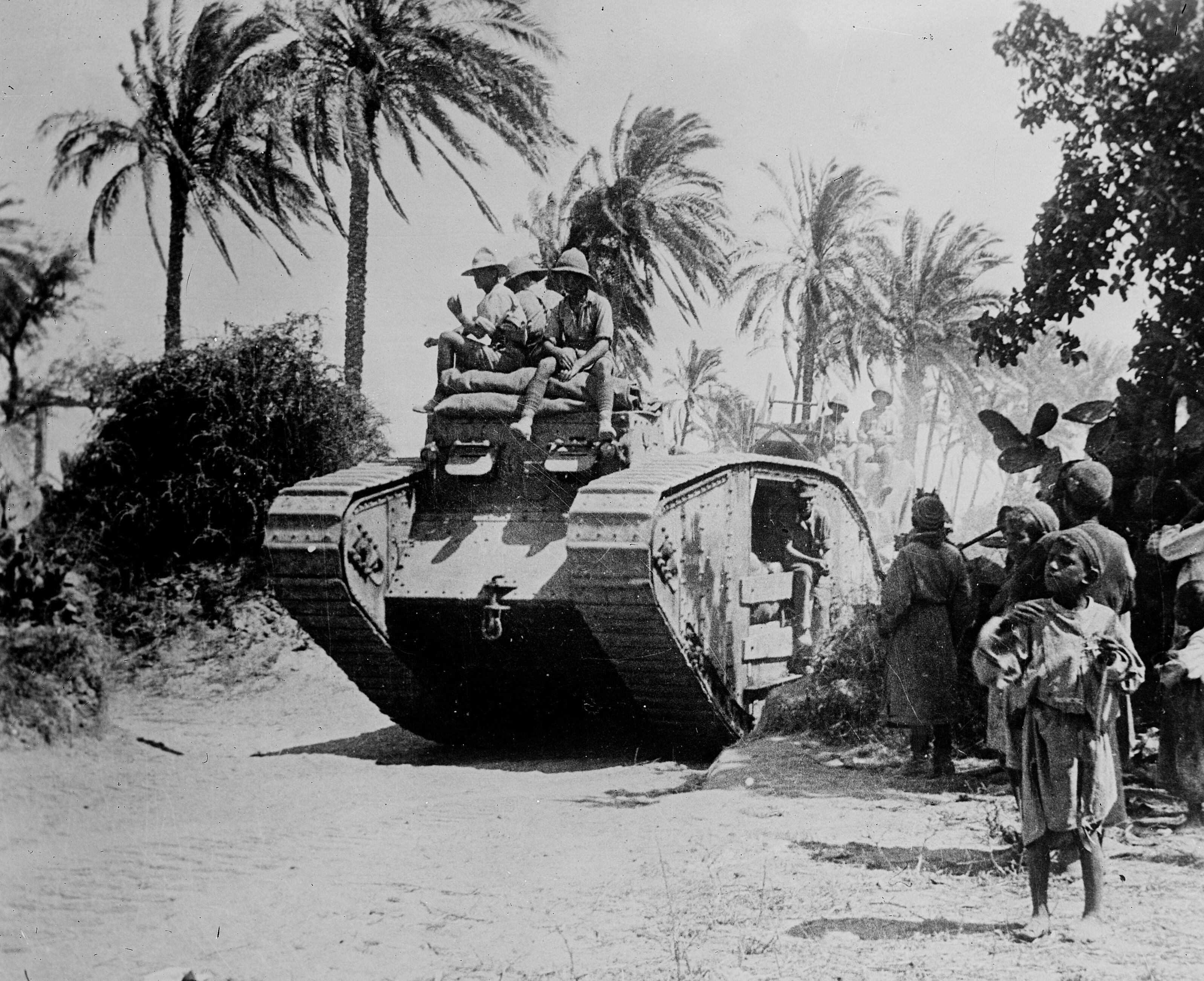
Un tank britannique en juillet 1918, destiné uniquement à impressionner la population locale : la tourelle latérale et le canon ont laissé place à une large ouverture